# Regulamentul organic

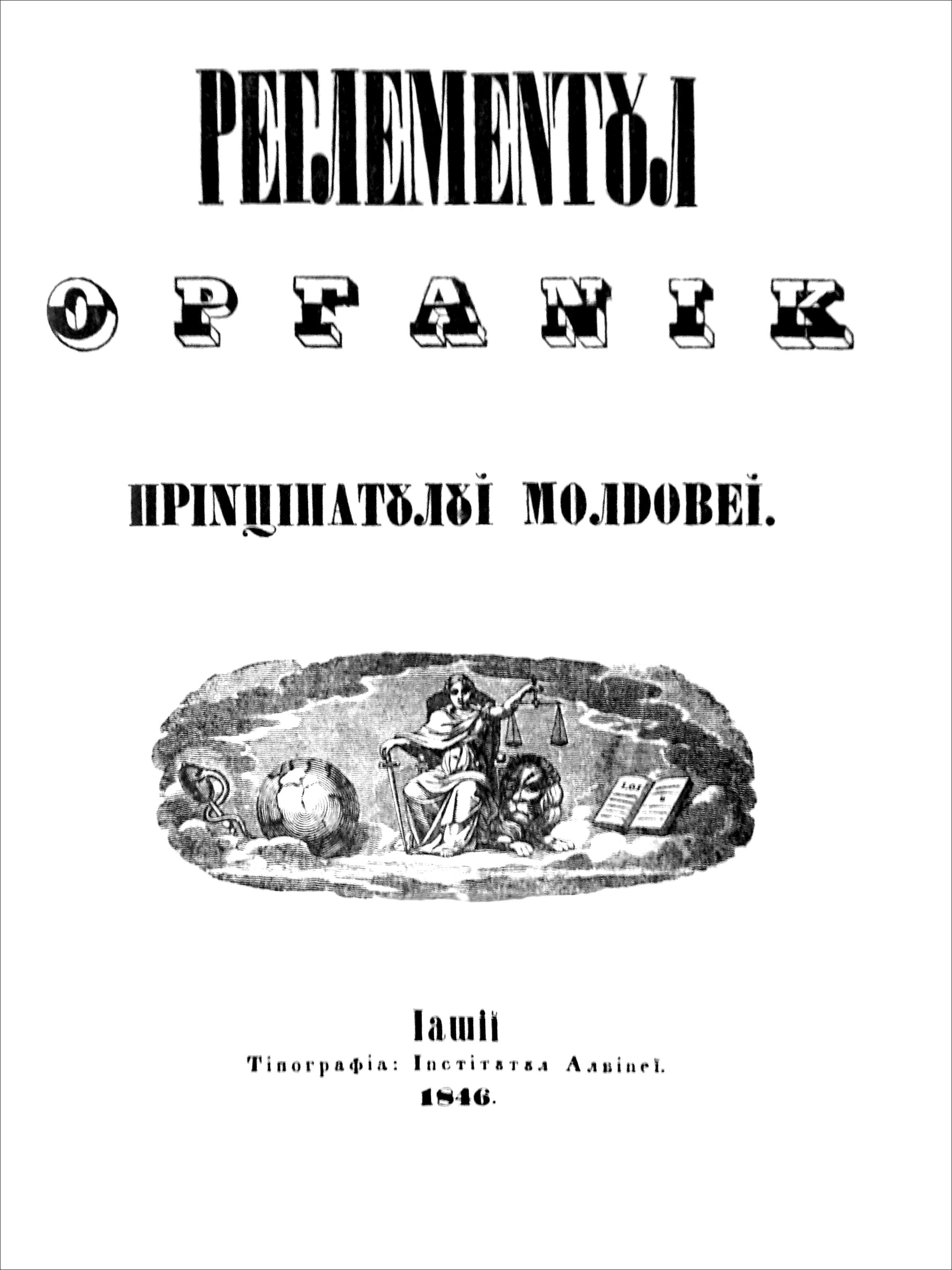
Regulamentele moldovenești.

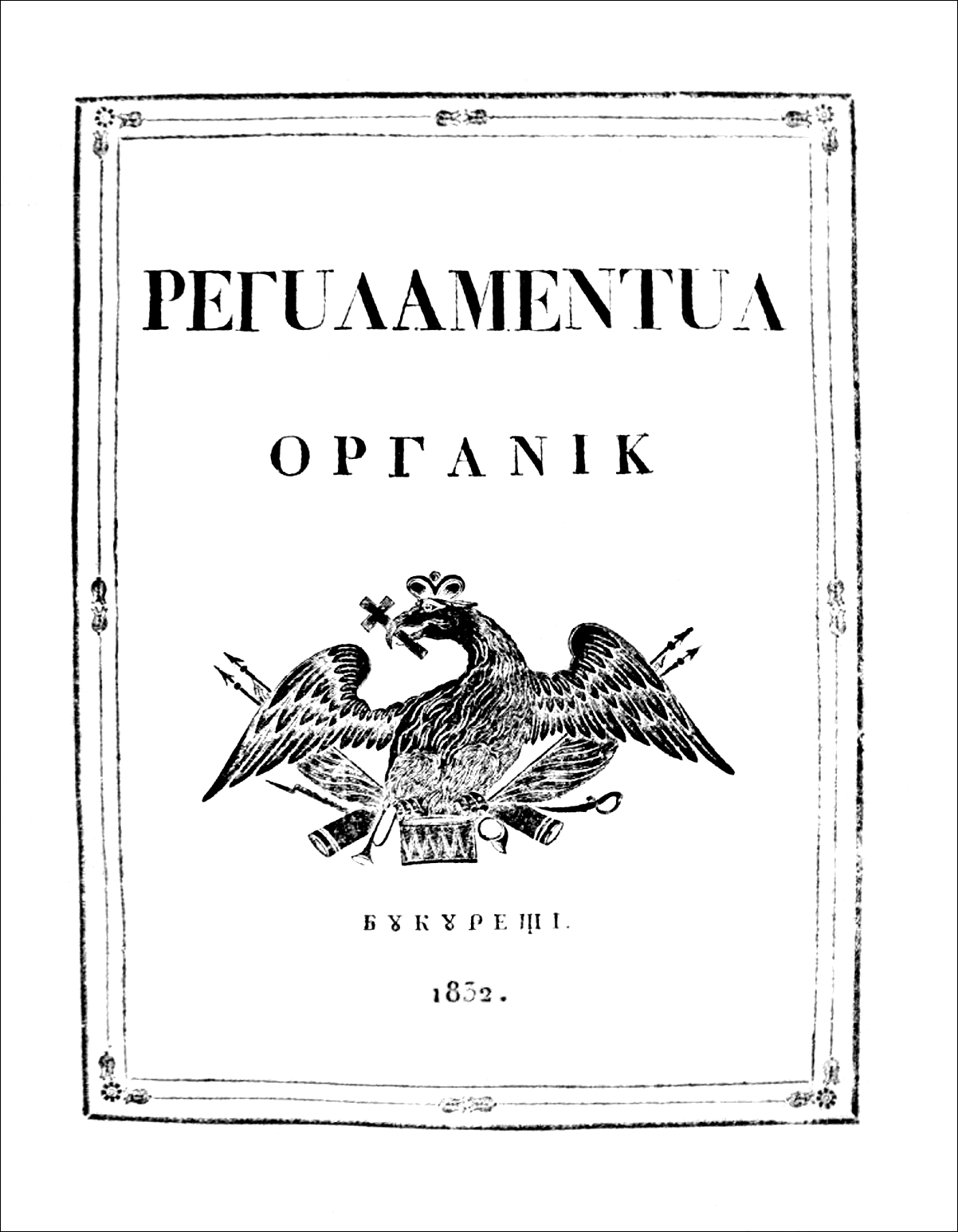
Regulamentul organic, 1832

Regulamentul organic (în rusă Органический регламент, transliterat: Organiceski reglament) a fost prima lege organică cvasiconstituțională în Principatele Dunărene, deci în Țara Românească și Moldova. A fost promulgată în 1831-1832 de către autoritățile imperiale rusești și a rămas valabilă până în anul 1856. Conservator în esență, documentul a inițiat totuși o perioadă de reforme, care au pus baza occidentalizării societății locale. Regulamentul a confirmat parțial guvernarea tradițională (inclusiv conducerea de către hospodari). Regulamentul a oferit celor două principate primul lor sistem comun de guvernare.

## Situația existentă
Cele două state, aflate sub suzeranitate otomană din secolul al XV-lea, au fost subiectul mai multor intervenții ruse începând cu războiul ruso-turc (1710 - 1711), când o armată rusească a pătruns în Moldova. Armata condusă de împăratul Petru cel Mare a făcut legătura cu militarii din Țara Românească. Dat fiind scopul rebel al unor astfel de alianțe, ca și fragilitatea regulilor otomane puse în fața unui imperiu ortodox, ce se pretindea a fi moștenitorul Imperiului Bizantin, otomanii au decis să își întărească controlul deținut în zonă, în special prin conducătorii fanarioți (numiți direct de către Poarta Otomană).
Tratatul de la Kuciuk-Kainargi, semnat în 1774 între otomani și ruși, dădea Rusiei dreptul de a interveni în  cazul unor subiecte ținând de Biserica Ortodoxă, chestiune ce se dorea a fi folosită pentru a sancționa intervențiile nedorite ale Imperiului Otoman în principate. Astfel, Rusia intenționa să sprijine păstrarea domnitorilor locali care pierduseră sprijinul Porții în contextul războaielor napoleoniene (casus belli din războiului ruso-turc 1806 - 1812). Rusia dorea astfel și să rămână influentă în principatele danubiene, în încercarea de a contracara influența Imperiului Austriac, tot mai puternică din secolul XIX, mai ales după anexarea Basarabiei din 1812. Totodată Poarta a oferit concesii importante conducătorilor principatelor Moldova și Țara Românească.
În ciuda afluxului de greci, sosiți în principate ca o nouă birocrație favorizată de conducătorii locali, conducerea tradițională (Divanul) a rămas mai departe controlată de câteva familii boierești, care se opuneau încercărilor de reformă, menținându-și privilegiile prin defăimarea competitorilor lor atât la Istanbul cât și la Sankt Petersburg.

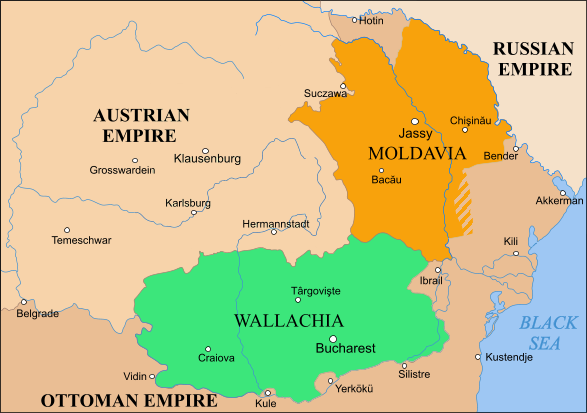
Moldova (în portocaliu) și Țara Românească (verde), între 1793 și 1812

În ultimele decenii ale secolului al XVIII-lea, creșterea statutului strategic a regiunii s-a observat și prin deschiderea a tot mai multe consulate reprezentînd puterile europene direct interesate în observarea evoluției situației locale (Rusia, Imperiul Austriac și Franța; ulterior, britanicii și prusacii). În plus consulii au acordat privilegii speciale mai multor persoane, cunoscute drept sudiți ("subiecți", în limbajul timpului).
O serie de evenimente importante au avut loc începând cu 1821, când ridicarea naționalismului grec în Balcani, în aceeași perioadă cu războiul grec de independență au dus la preluarea controlului asupra celor două state de către Filiki Eteria, o societate secretă greacă care a solicitat, și obținut în faza inițială, sprijinul rusesc. Spre deosebire de Moldova, eteriștii au găsit o situație mai complexă în Țara Românească, unde o regență boierească au solicitat acestora să obțină alungarea instituțiilor fanariote. S-a obținut un compromis prin sprijinul acordat de aceștia unui pandur, Tudor Vladimirescu, care instigase deja din 1821 la o revoltă anti-fanariotă (fiind unul dintre sudiți, Rusia spera ca revolta acestuia să nu afecteze influența ei în regiune). Rusia, însă, și-a retras sprijinul pentru Vladimirescu, iar acesta a încercat să obțină sprijinul Porții, ceea ce a dus în final la execuția sa de către o alianță a eteriștilor și a unor boieri locali. Otomanii au invadat regiunea și au zdrobit Eteria.
După înfrângerea revoluției lui Vladimirescu și a Eteriei, susținută de boierii străini (greci, sârbi, albanezi), boierii fanarioți revendicau în continuare conducerea țării pentru ei, făceau abuzuri și erau încă favorizați de legislație. Din acest motiv, în primăvara lui 1822, de la București și Iași a fost trimisă o solie de 13 boieri munteni și moldoveni pentru a cere Porții otomane domni pământeni și limitarea drepturilor care îi favorizau pe boierii străini. Printre cei trimiși se aflau logofătul Ioniță Sturdza, vornicul Gheorge Cuza, vornicul Iordache Râșcanu, banul Grigore Ghica, banul Brâncoveanu și vornicul Neculai Golescu. Această acțiune a adus în Principate după lunga perioadă fanariotă, din nou domni pământeni și a limitat drepturile boierilor străini. Ioniță Sturdza a fost numit domn în Moldova iar Grigore Ghica în Muntenia.

## Convenția de la Cetatea Albă și Tratatul de la Adrianopol

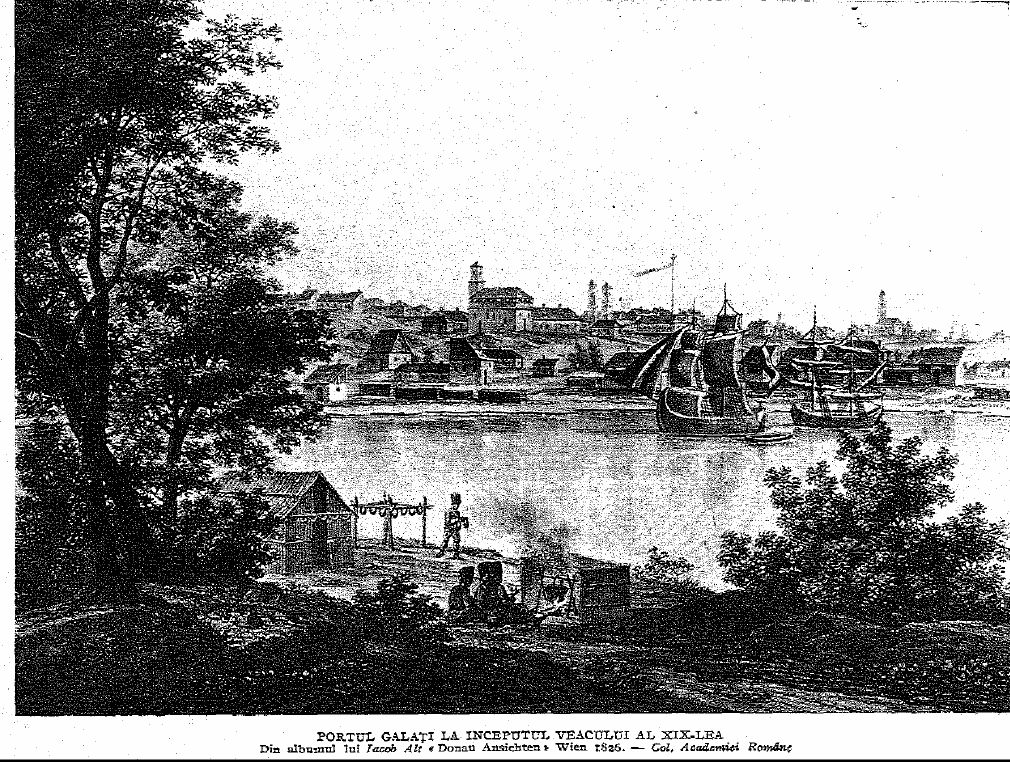
Portul Moldovei, Galați (1826)

Primele domnii sub Ioniță Sandu Sturdza ca Domn al Moldovei și Grigore al IV-lea Ghica ca Domn al Țării Românești - au fost de scurtă durată: deși relația de clientelism dintre domnitorii fanarioți și conducători externi nu a mai existat, Sturdza și Ghica au fost detronați în urma intervenției militare din timpul războiului ruso-turc, din 1828-1829. Perioada domniei lui Sturdza a fost marcată de un conflict acut între boierii care formau pătura medie și familiile nobiliare care aveau un cuvânt greu de spus în privința politicii.
Pe 7 octombrie, 1826, Imperiul Otoman, dorind să împiedice intervenția Rusiei în războiul grec de independență, a renegociat cu aceasta statutul regiunii Cetății Albe, acceptând mai multe cereri ale locuitorilor: Convenția de la Akkerman a fost primul document oficial care anula principiul domniilor fanariote, instituind termene de domnie de șapte ani pentru principii aleși de Divane și, totodată, dădea celor două state dreptul de a efectua , în mod liber, comerț internațional (spre deosebire de tradiția limitărilor definite de protectoratul otoman, Istanbulul avea unicul drept de a stabili priorități în privința comerțului cu grâu).
Prezența militară rusă pe pământul Principatelor a fost inaugurată în primele zile ale războiului: la sfârșitul lunii aprilie 1828, armata rusă condusă de Peter Wittgenstein a atins Dunărea (în mai a pătruns în actuala Bulgarie). Campania, prelungită în cursul anului următor și coincizând cu epidemii devastatoare de ciumă bubonică și holeră (care, împreună, au ucis aproximativ 1,6% din populația celor două țări), a devenit repede o povară pentru economiile locale: potrivit unor observatori britanici, Țara Românească a fost nevoită să se îndatoreze unor creditori europeni cu o sumă totală de 10 milioane de piaștri, pentru a face față cerințelor armatei ruse. Acuzații de jaf sistematic au fost făcute de autorul francez Marc Girardin, care a călătorit în regiune în anii 1830; Girardin a afirmat că trupele ruse au confiscat practic toate animalele pentru nevoile lor și că ofițerii ruși au insultat clasa politică, afirmând în mod public că în cazul în care furnizarea de boi s-ar dovedi insuficientă, boierii vor fi înjugați la care în locul acestora; această acuzație a fost reluată de Ion Ghica în amintirile sale. El a amintit și despre insatisfacția crescândă față de noua stăpânire și că țăranii erau în mod special supărați din cauza manevrelor continue de pe teritoriul Principatelor. Per total, rusofilia din cele două Principate pare să fi suferit o lovitură majoră. În ciuda confiscărilor, statisticile vremii arată că ritmul de creștere a șeptelului a rămas constant (o creștere de  50% pare să fi avut loc între anii 1831 și 1837).
Tratatul de la Adrianopol, semnat la 14 septembrie 1829, a confirmat atât victoria rusă cât și prevederile Convenției de la Akkerman (Cetatea Albă), amendate în parte, pentru a reflecta ascendența politică a Rusiei în regiune. Mai mult, sudul Țării Românești a fost stabilit pe talvegul Dunării, Țara Românească obținând astfel controlul asupra fostelor raiale turcești Brăila, Giurgiu și Turnu Măgurele. Libertatea comerțului (care consta în principal în exporturi de cereale) și libertatea de navigație pe Dunăre și Marea Neagră au fost recunoscute din punct de vedere juridic, permițând crearea unei flote navale în ambele Principate, precum și un contact mai facil cu negustorii europeni, cu confirmarea privilegiilor comerciale ale Moldovei și  stipulate pentru prima dată la Akkerman (odată cu legăturile strânse stabilite rapid cu negustori austrieci și piemontezi, primele corăbii franceze au vizitat Țara Românească în 1830).
Ocupația rusă asupra Moldovei și Țării Românești, (precum și asupra orașului bulgar Silistra) a fost prelungită până la plata reparațiilor de război de către otomani. Împăratul Nicolae I l-a numit pe Feodor Pahlen⁠(en)[traduceți] ca guvernator al celor două țări înaintea încheierii păcii, el fiind primul într-o succesiune de trei „președinți plenipotențiari ai Divanelor din Moldova și Țara Românească”, și supervizor oficial al celor două comisii însărcinate cu redactarea „Legilor”. Aceste corpuri, având drept secretari pe Gheorghe Asachi în Moldova și Barbu Dimitrie Știrbei în Țara Românească și-au reluat lucrările în timp ce epidemia de holeră făcea încă ravagii și au continuat după ce Pahlen a fost înlocuit cu Piotr Jeltuhin⁠(en)[traduceți] în februarie 1829.

## Adoptarea

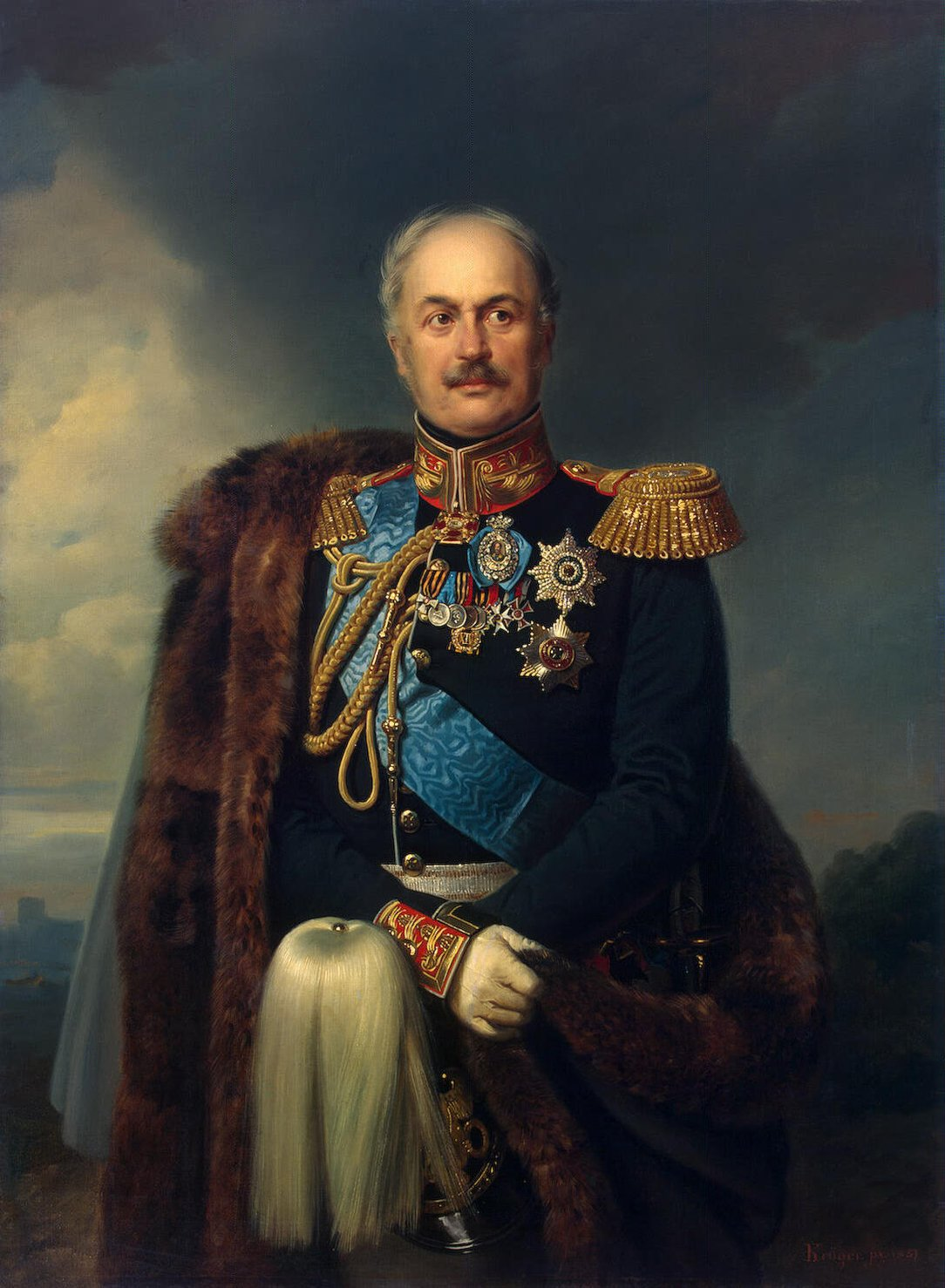
Pavel Kiseleff

Situația de după Adrianopol a fost percepută în Țara Românească și Moldova ca abuzivă, întrucât Rusia practic confiscase ambele principate, trezorerii, iar Jeltuhin își folosise poziția pentru a manipula procedurile comisiei, numise proprii săi membri și redusese la tăcere toată opoziția exilând toți boierii anti-ruși din principate (incluzând chiar și pe Iancu Văcărescu, membru al Divanului al Țării Românești care a combătut metodele sale de guvernare). Istoricul Ghica consemna: „Generalul Jeltuhin și subordonații săi au apărat toate abuzurile și nedreptățile rusești. Sistemul lor de a nu asculta nici o plângere, ci de a acuza imediat, pentru a inspira teamă și a face reclamantul să se retragă de teamă să nu pățească ceva și mai rău decât ceea ce pățise inițial”. Tot el indica faptul că acest comportament ascundea o situație mai complexă: „Cei care nu îl cunoscuseră pe Jeltuhin mai bine [...] spuneau că este o persoană cinstită, onestă și corectă, iar ordinele dure le dădea cu durere de inimă. Mulți dădeau asigurări că el trimisese mai multe raporturi Rusiei, în care înfățișa starea deplorabilă în care se aflau principatele”.

### Pavel Kiseleff
Al treilea și ultimul guvernator rus, Pavel Kiseleff, a venit la 19 octombrie 1829 și s-a confruntat de la început cu epidemii de ciumă și holeră, pe care le-a rezolvat impunând carantina și importând grâu din Odessa. Administrația sa a durat până la 1 aprilie 1834 și a efectuat cele mai importante reforme ale perioadei. Totodată a numit noul Divan în noiembrie 1829, asigurând pe toată lumea că nu vor mai exista măsuri de represiune.
Regulamentul organic a fost adoptat în două versiuni similare (diferențele erau legate doar de buget și restricțiile privind forțele militare) în mai 1831 (cu intrare în vigoare la 1 iulie 1831) în Țara Românească și în octombrie 1831 (cu intrare în vigoare la 1 ianuarie 1832) în Moldova. Ratificarea de către sultanul Mahmud al II-lea nu a mai fost așteptată de către Kiseleff, care cunoșatea tactica tergiversărilor folosită de otomani, acesta procedând la aplicarea lor imediată.

## Conjunctura economică

### Orașe și localități

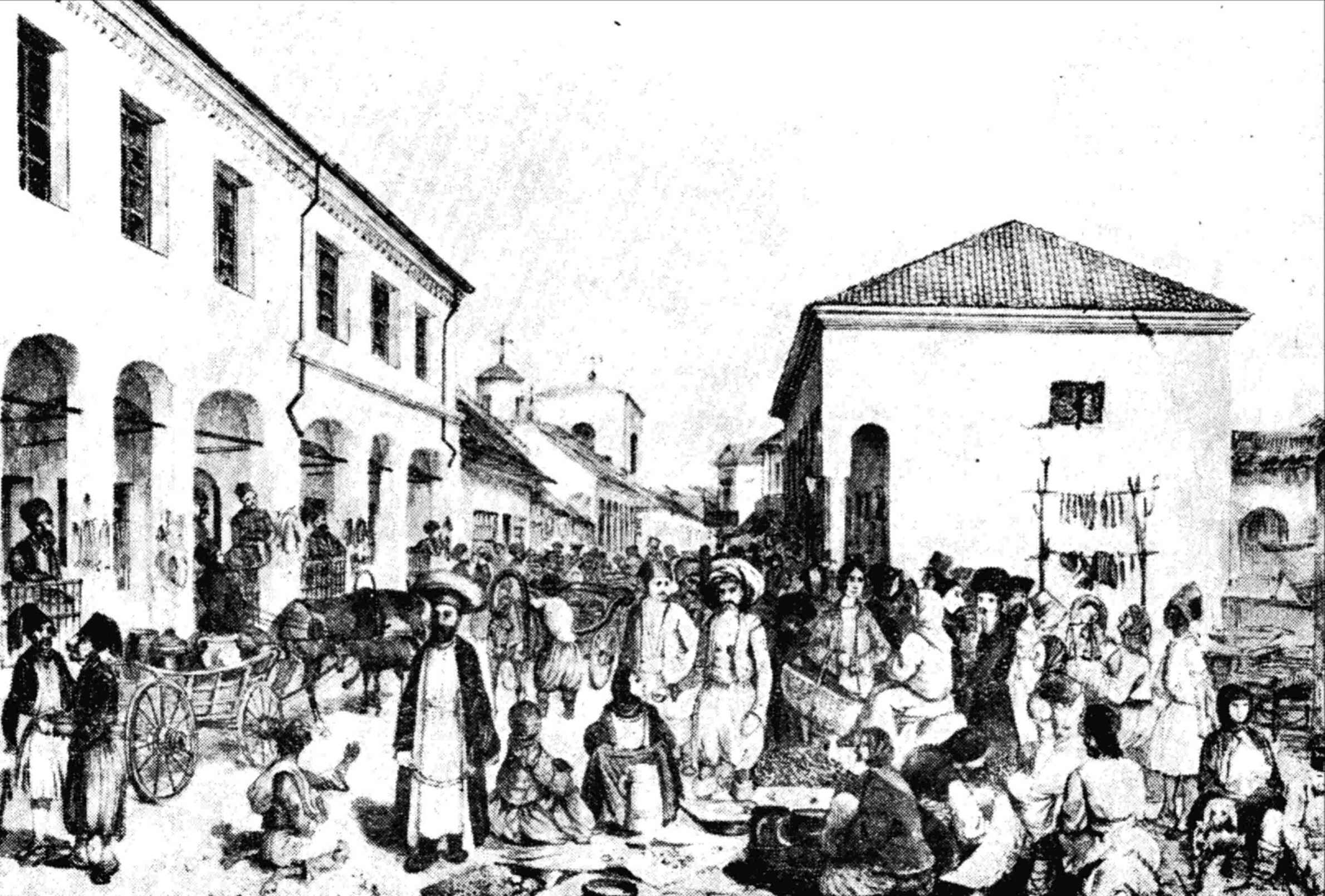
Un târg cosmopolit la Iași (cca.1845)

Începând cu administrația reformistă a lui Kiseleff, cele două state au intrat într-o serie de schimbări profunde de ordin social, politic și cultural.
În ciuda subreprezentării pe plan politic, clasa de mijloc a profitat de pe urma dezvoltării comerțului. Sub o continuă competiție din partea sudiților, asocierile tradiționale (bresle sau isnafuri) au decăzut, ducând la un mediu mai competitiv, mai apropiat de capitalism. Deși competiția tradițională venită din partea grecilor față de comercianții și fabricanții români a scăzut, ei s-au confruntat în continuare cu o concurență austro-ungară de diverse naționalități, apărând și o mai crescută imigrare a evreilor. Evreii veneau în principal din Regatul Galiției și Lodomeriei, respectiv Rusia, de obicei ei devenind proprietari de hanuri, birturi și taverne, iar ulterior bancheri și proprietari de terenuri (vezi Istoria evreilor în România). În acest context a început să se dezvolte un sentiment anticatolic, bazat, conform lui Keith Hitchins, pe presupunerea că influența austriacă și catolicismul erau strâns legate între ele și pe preferința tot mai răspândită pentru secularism.

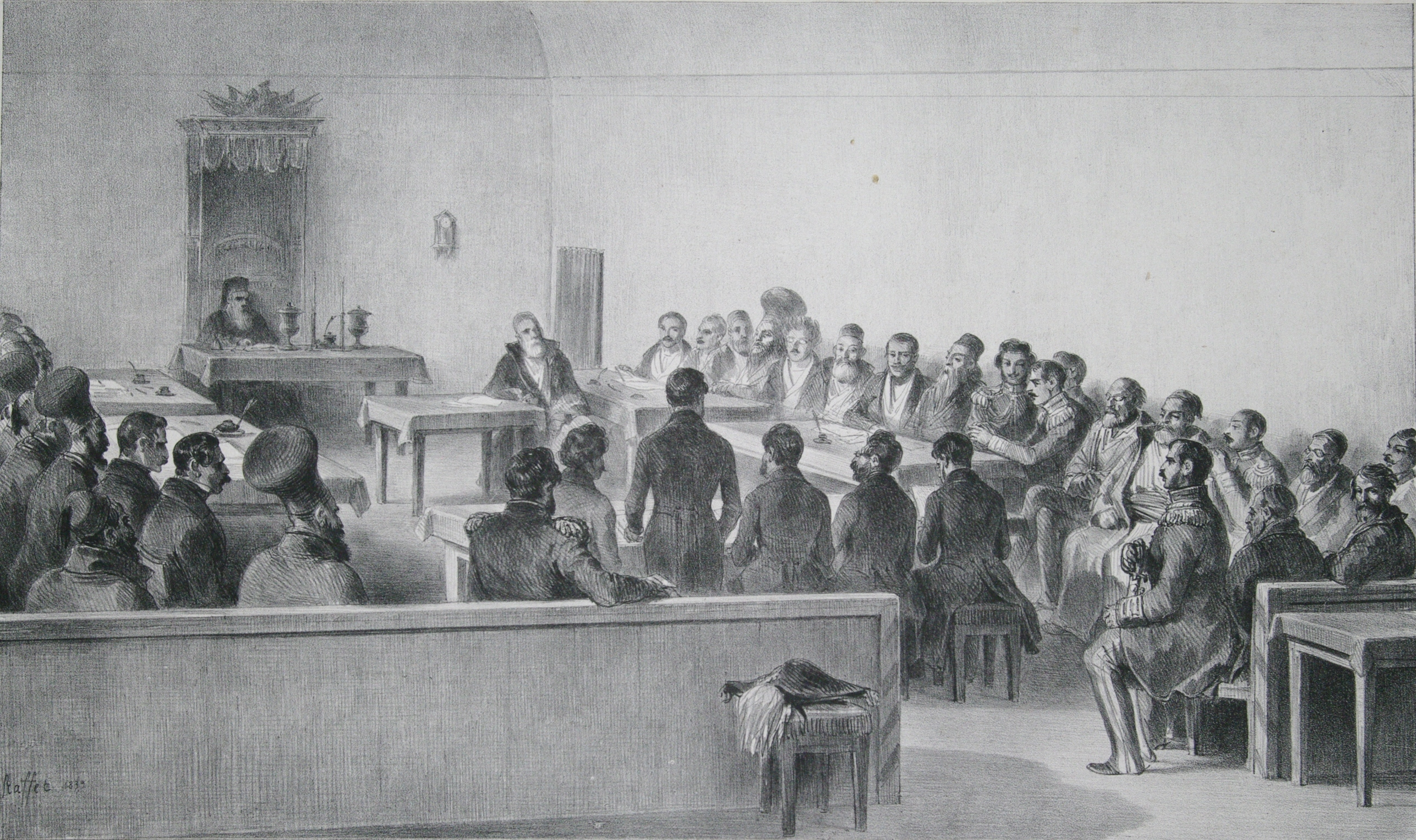
Sfatul boieresc al Țării Românești în 1837

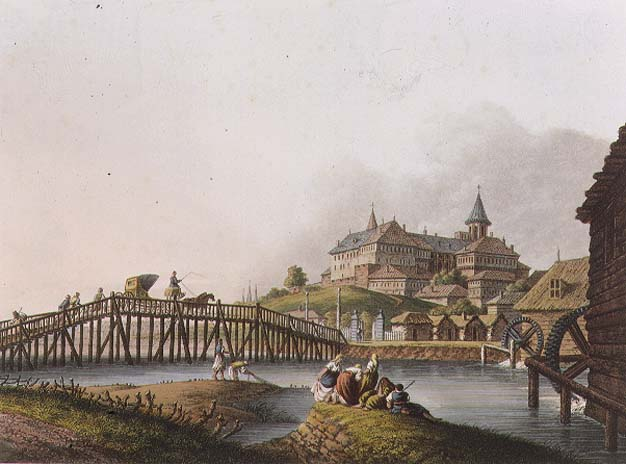
Pod din București (1837)

Clasa de mijloc românească forma baza a ceea ce va deveni mai apoi electoratul liberal și provoca discursul xenofob al Partidul Național Liberal în perioada de la 1875 până la primul război mondial).
Dezvoltarea urbană a avut loc foarte repede: per total populația urbană s-a dublat până în 1850.. Unele estimări pentru București, capitala Țării Românești, arată o creștere a populației de la 70.000 în 1831 la aprox. 120.000 în 1859, în timp ce alte surse arată o descreștere, în 1851, la 60.000 locuitori. Pentru Iași, capitala Moldovei, estimările arată o creștere de la 60.000 locuitori, în 1831, la 70.000 locuitori, în 1851, în timp ce altele arată apoi o descreștere la aprox. 65.000 locuitori, în 1859. Brăila și Giurgiu, porturi dunărene revenite sub stăpânirea Țării Românești (de la otomani), ca și portul moldovean Galați, s-au dezvoltat din comerțul cu grâu, devenind orașe tot mai prospere. Kisellef, care își centralizase aparatul administrativ la București, a acordat o mare atenție dezvoltării orașului, îmbunătățindu-i infrastructura și serviciile și creându-i, la fel și altor orașe, o administrație locală (vezi Istoria Bucureștiului).

### Mediul rural

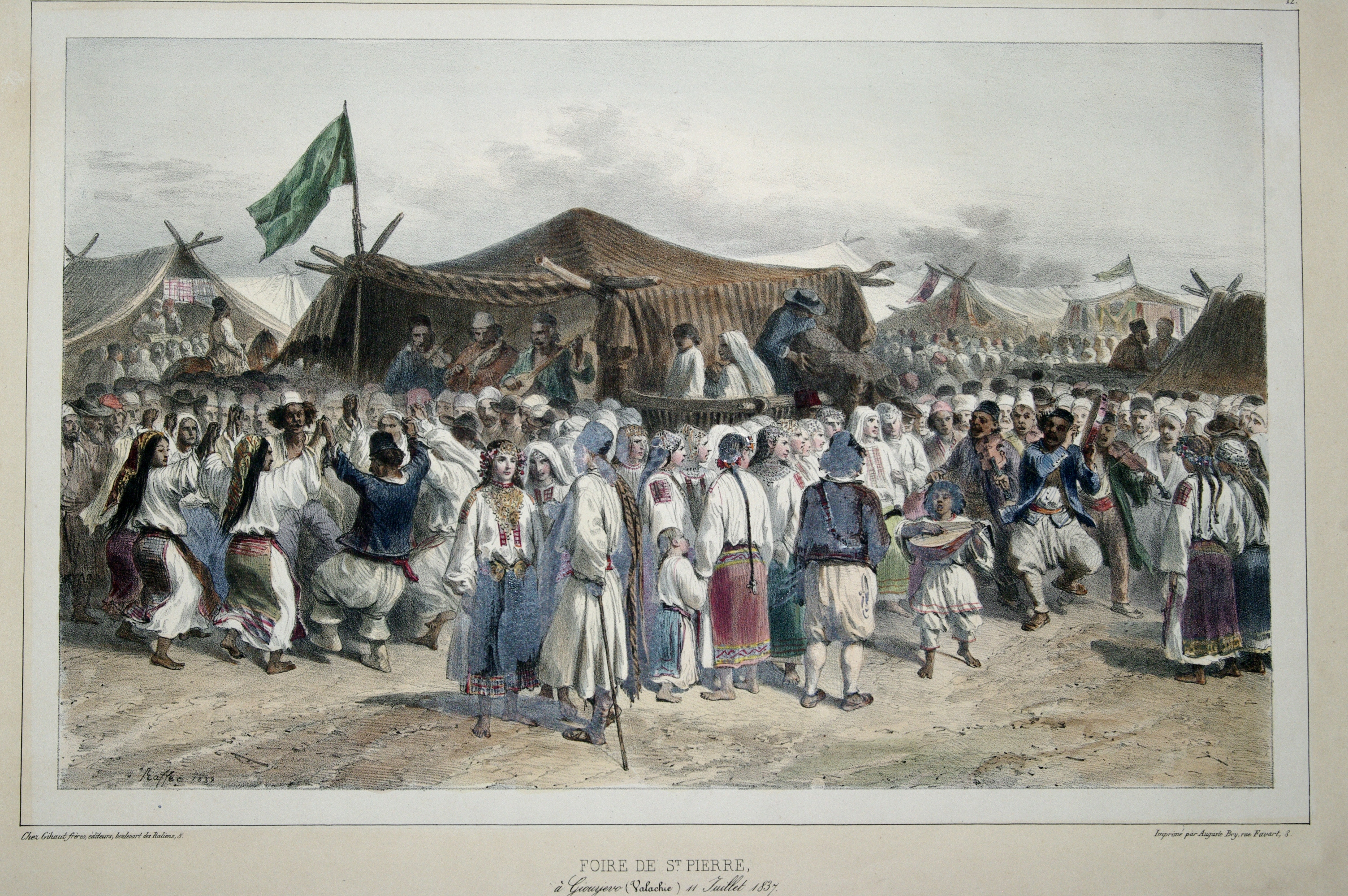
Târg țărănesc în Țara Românească, orașul Giurgiu (1837)

Succesul comerțului cu grâne a fost asigurat de o abordare conservatoare a proprietății private, care a restricționat drepturile țăranilor de a exploata în folos propriu loturile de pământ închiriate pe moșiile boierești (Regulamentul le permitea să consume aproximativ 70% din recolta totală, iar boierii aveau dreptul să își folosească o treime din proprietate în orice mod doreau);, în timp ce micile proprietăți, create după ce Constantin Mavrocordat abolise iobăgia în anii 1740 s-au dovedit a fi mai puțin productive în fața competiției marilor proprietari de pământuri; boierii au profitat de pe urma situației, întrucât tot mai mulți țărani proprietari de pământ au fost obligați să recurgă la arendarea pământului, ei datorând în continuare zile de muncă stăpânilor lor. Reglată de Regulament ca fiind de până la 12 zile pe an, prestarea de muncă în folosul boierilor era totuși mai redusă ca importanță față de alte regiuni ale Europei; însă cum țăranii se bazau pe vite pentru a-și suplimenta veniturile și a avea o resursă de alimente în plus, iar pășunile rămâneau proprietatea exclusivă a boierilor, ei erau obligați să accepte mai multe zile de lucru în folosul boierului respectiv, pentru dreptul de a folosi pășunile (ajungând astfel la nivelul Europei Centrale din acest punct de vedere, fără a fi însă reglementate de lege). Mai multe legi din acea perioadă reflectă o preocupare pentru limitarea dreptului țăranilor de a evita prestarea zilelor de muncă în folosul boierilor prin achitarea unei sume de bani în schimb, lucru ce a oferit boierilor o forță de muncă pentru a face față cererii tot mai mari pentru cereale pe piețele străine.
Din punct de vedere al accesului la pășuni, Regulamentul împărțea țăranii în trei categorii, în funcție de avere: fruntașii, care, prin definiție, aveau 4 animale mari și una sau mai multe vaci (puteau folosi aproximativ 4 hectare de pășune); mijlocașii — două animale mari și o vacă (aproximativ 2 hectare) și codașii — oameni ce nu aveau avere, și nu puteau folosi pășunile.
În același timp, importantele schimbări demografice și-au pus amprenta asupra situației de la țară. Pentru prima oară proviziile alimentare nu mai erau abundente în fața unei creșteri a populației cauzată, între altele, de măsurile luate împotriva epidemiilor; migrația din mediul rural spre cel urban a devenit un fenomen de amploare, după cum a devenit relativa creștere a urbanizării zonelor rurale tradiționale, cu o explozie a așezărilor în jurul târgurilor existente.

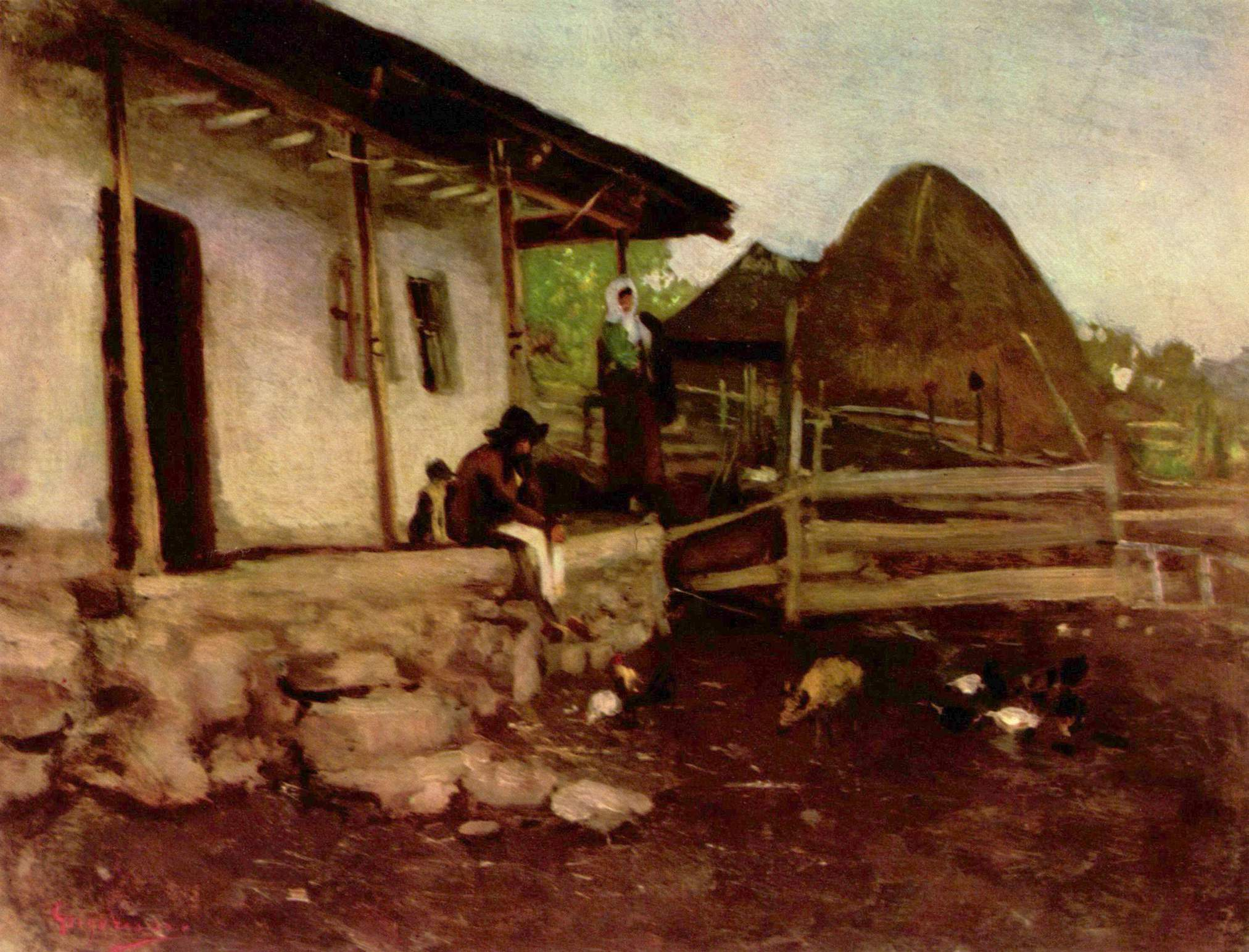
Curte țărănească, pictată de Nicolae Grigorescu, înfățișând o curte tipică a țăranilor din secolul al XIX-lea

Aceste procese au dus la o industrializare minimă (deși manufacturile au fost pentru prima oară construite în perioada fanariotă): cea mai mare parte a veniturilor proveneau de la o agricultură foarte productivă bazată pe munca țăranilor, iar ele erau apoi reinvestite tot în producția agricolă. În paralel, s-au intensificat conflictele între cei care lucrau pământul și proprietari: după o creștere în numărul de procese implicând arendașii și o scădere a calității lucrărilor efectuate ca zile de muncă obligatorii, rezistența, inspirată de exemplele lui Tudor Vladimirescu și a altor diferiți haiduci, s-a transformat în sabotaj și uneori în violență. Un incident mai important a avut loc în 1831, când aproximativ 60.000 de țărani au protestat împotriva criteriilor de recrutare planificate; trupele rusești trimise pentru a potoli revolta au ucis aproximativ 300 de oameni.

## Evoluții politice și culturale

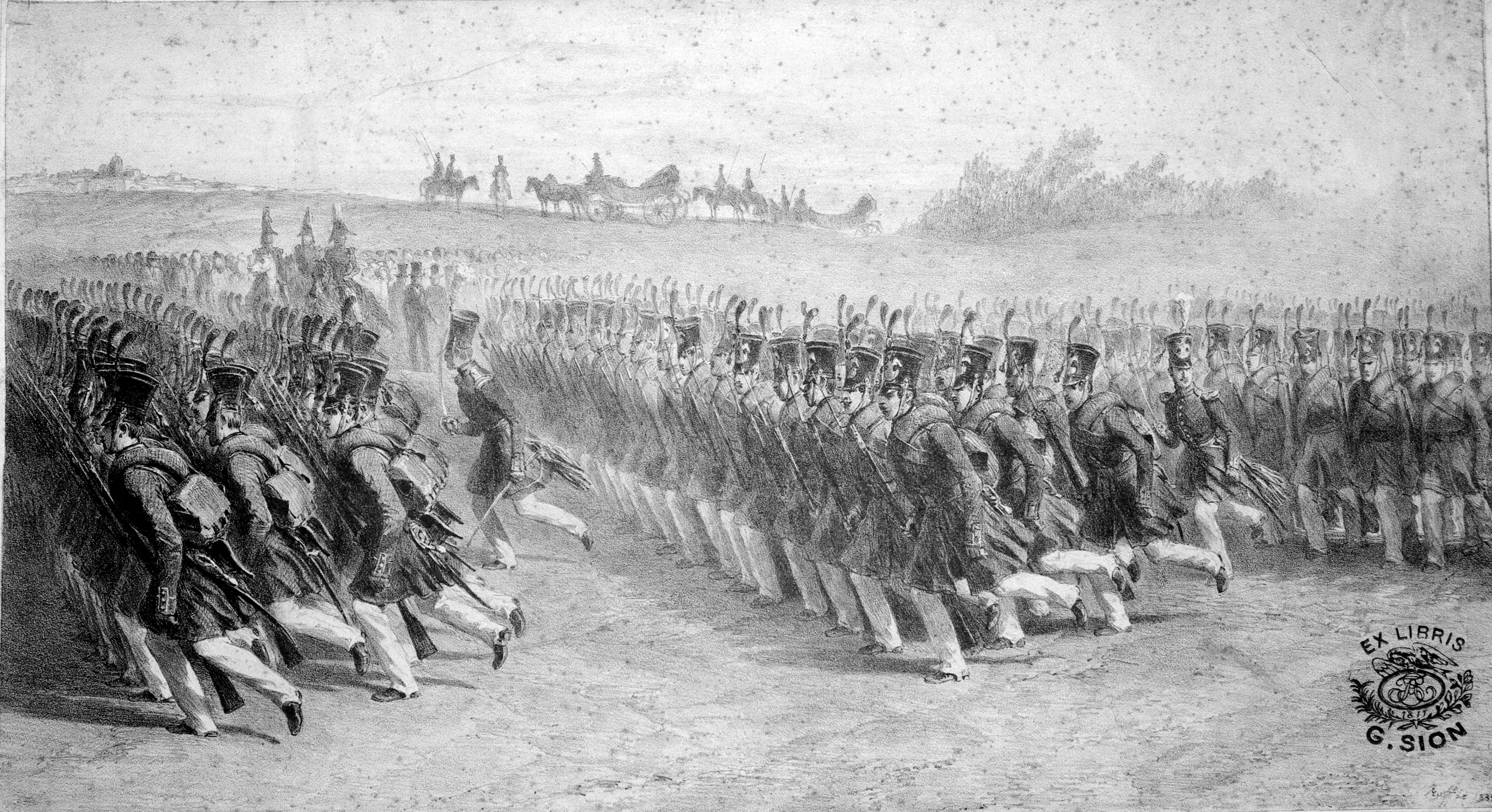
Manevre ale milițiilor din Țara Românească (1837)

Cea mai importantă dezvoltare culturală din perioada Regulamentului a fost naționalismul romantic românesc, în strânsă legătură cu francofilia. Modernizarea instituțională a dus la o renaștere a mișcării intelligentia. În plus, conceptul de "națiune" a fost extins pentru prima oară dincolo de clasă, și mai mulți membri ai claselor privilegiate au început să se preocupe de rezolvarea problemelor țărănimii, interes împărtășit de multe figuri politice ale anilor 1840.
Temele naționaliste includeau acum și preocuparea pentru originile latine ale românilor  și referirea tot mai deasă la provincia romană Dacia (găsită începând cu Dacia Literară a lui Mihail Kogălniceanu).
Educația, accesibilă încă doar persoanelor cu o stare materială ridicată, a fost mai întâi eliberată de dominația limbii grecești, după eliminarea fanarioților; încercările lui Gheorghe Lazăr (la Colegiul Sfântul Sava) și Gheorghe Asachi de a iniția o tranziție către predarea în limba română au avut succese slabe, dar Țara Românească a devenit scena unei astfel de mișcări după ce Ion Heliade Rădulescu și-a început cariera de profesor și a apărut Curierul Românesc. Moldova a urmat la scurt tip, după ce Asachi a început tipărirea revistei sale Albina Românească. Regulamentul a dus la crearea de școli noi, dominate de figuri ale românilor transilvăneni exilați după ce își exprimaseră dezacordul legat de condițiile din Imperiul Austriac; acești profesori, care nu agreau modelele culturale franceze adoptate de societate (considerându-le nenaturale), s-au alăturat lui Ioan Maiorescu și August Treboniu Laurian.

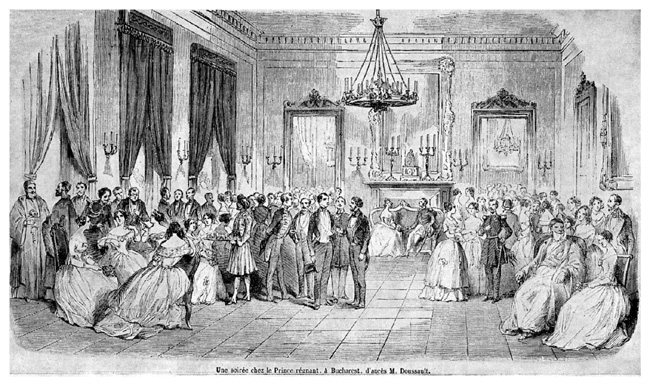
Soirée la Palatul Princiar din București (1842)

Naționalismul a fost impulsionat și de crearea unor mici armate, supervizate de Rusia (denumite ocazional și "miliții"; vezi forțele militare moldovenești și forțele militare muntene). Prima astfel de trupă muntenească  a început să existe din toamna anului 1831, fiind condusă de Kiseleff însuși. Conform lui Ion Ghica, prestigiul carierelor militare avea deja o tradiție locală: "Doar sosirea moscoviților în 1828 a pus capăt stilului de viață ușuratic al tinerilor copii de boieri, ei devenind de multe ori comisionari (mehmendari) în serviciul generalilor ruși, pentru a asigura aprovizionarea trupelor. În 1831 majoritatea lor s-au înrolat în milițiile naționale."
Occidentalizarea societății românești s-a intensificat ducând la crearea unei noi generații în societatea românească. Modelul cultural urmat era cel francez, ca urmare a contactelor tot mai intense stabilite între regiune și Consulatul Francez și Primul Imperiu Francez (a existat, printre altele și planul de a petiționa pe Napoleon Bonaparte, considerat descendent al împăraților bizantini, cu o plângere împotriva fanarioților). Acest trend a fost consolidat de către modelul cultural francez adoptat în parte de ruși, o simpatie reciprocă crescândă între Principate și Franța, în special sub Monarhia de Iulie franceză, și înscrierea tinerilor boieri la începutul anilor 1820 în diverse instituții educaționale pariziene (urmată de deschiderea în 1830 a școlii franceze din București).

## Regulile statutare și opoziția naționalistă

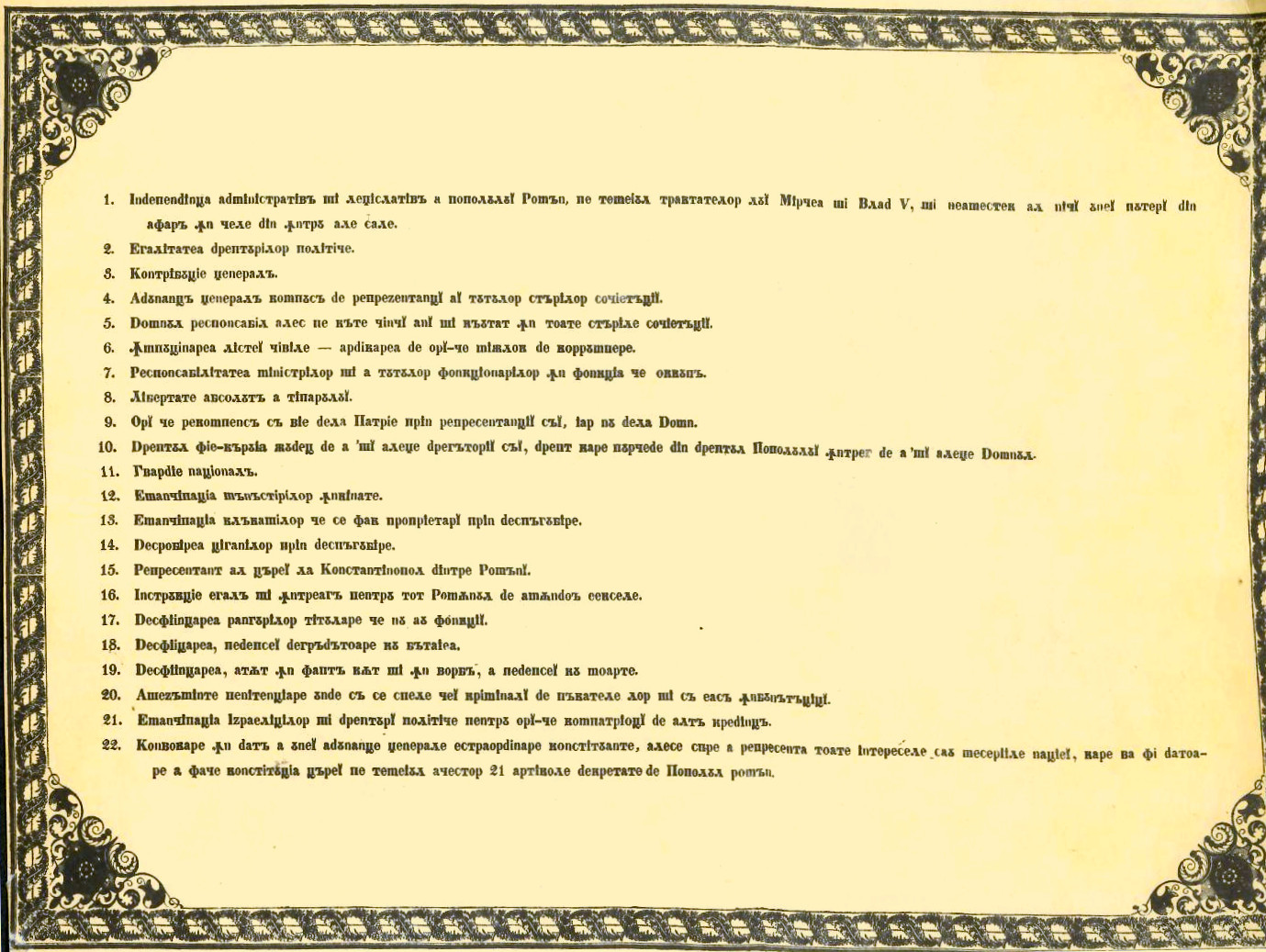
Proclamația de la Islaz

În 1834, în pofida condițiilor redactate în actele fondatoare, Imperiul Țarist și cel Otoman au căzut de acord să numească primii doi hospodari (și nu să organizeze alegeri, așa cum se stabilise în prealabil). În felul acesta cele două puteri sperau că viitorii domnitori vor implementa reformele într-un ritm moderat și că vor câștiga loialitatea acestora împotriva opoziției boierilor conservatori. Cei aleși au fost Alexandru al II-lea Ghica (fratele vitreg al domnului precedent, Grigore al IV-lea) ca domnitor al Țării Românești și Mihail Sturdza (văr îndepărtat al lui Ioniță Sandu Sturdza) ca domnitor al Moldovei. Cele două domnii (numite în general domnii regulamentare), supravegheate atent de consulul rus și de o seamă de consilieri pe probleme tehnice, s-au confruntat foarte curând cu o opoziție unită și foarte activă în cadrul Adunărilor Naționale din cele două principate.
Imediat după confirmarea Regulamentului, Rusia a început să reclame celor doua Adunări aprobarea câte unui nou articol care să stipuleze că textul Regulamentului nu poate fi modificat fără acordul comun al curților de la Istanbul și Sankt Petersburg. În Țara Românească, datorită presiunii crescânde a rușilor pe acest subiect, în 1834 a izbucnit un scandal care a dus ulterior la o înghețare a negocierilor pentru următorii patru ani. Un grup naționalist din corpul legislativ începe în această  perioadă de stagnare să lucreze la un proiect propriu de constituție, proclamând sfârșitul protectoratului rus și al suzeranității otomane, cu garanții ale auto-determinării din partea puterilor europene ale vremii. Conducătorul radical al acestei mișcări, Ioan Câmpineanu, întreținea legături puternice cu gruparea poloneză Związek Jedności Narodowej (Asociația Uniunii Naționale) condusă de aristocratul Adam Jerzy Czartoryski și cu alte grupări naționaliste romantice din Europa;. După votarea în sfârșit a articolului adițional, pe fondul protestele boierilor datorită intervenției lui Ghica, Câmpineanu a fost forțat să-și abandoneze funcția și să se refugieze în Europa Centrală (până când a fost arestat și trimis înapoi în țară de austrieci pentru a fi întemnițat la București).. Începând din acest moment, opoziția s-a organizat după modelul francmasoneriei, având ca nucleu de bază nume ca Mitică Filipescu, Nicolae Bălcescu, Eftimie Murgu, Ion Ghica, Christian Tell, Dimitrie Macedonski și Cezar Bolliac (cu toții împărtășeau idealurile lui Câmpineanu) — în 1840, Filipescu și mulți alții din grupul său au fost arestați și întemnițați, după ce încercaseră în zadar să profite de criza din Imperiul Otoman creată de revolta lui Muhammad Ali al Egiptului.

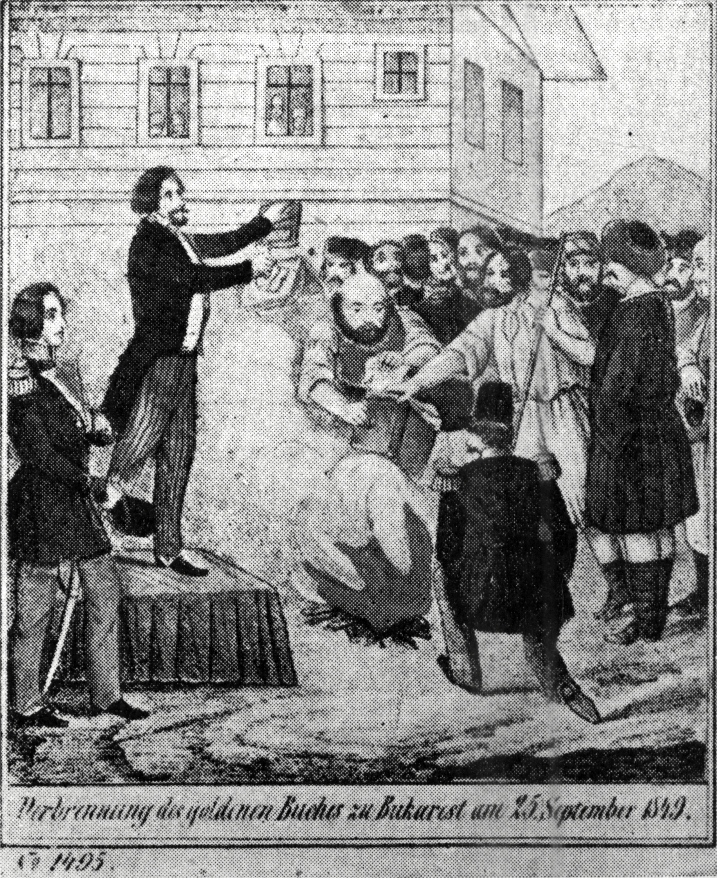
Arderea Regulamentului Organic și a Arhondologiei în timpul Revoluției de la 1848 din Țara Românească

Abuzurile repetate la adresa statului de drept și amenințarea constantă a revoltelor le-a făcut pe cele două imperii să-și retragă susținerea pentru Ghica în 1842. Succesorul său, Gheorghe Bibescu, a fost primul și singurul domnitor votat în vreuna dintre cele două Adunări Naționale. Situația în Moldova era mai puțin tensionată, în principal datorită lui Sturdza, care a reușit cu abilitate să calmeze și să manipuleze opoziția anti-rusească și să-și pună reformele în aplicare.
Anul 1848 aduce o nouă consolidare a opoziției liberale în contextul efervescenței revoluționare din acel an din Europa (Primăvara popoarelor). Tentativa revoluționară din Moldova de la sfârșitul lui martie a fost ucisă din fașă și a dus la revenirea trupelor țariste. Însă revoluția din Țara Românească a avut succes: după Proclamația de la Islaz din 21 iunie, în care se schița un nou cadru legal și o reformă funciară care punea capăt tuturor corvezilor (zilelor de muncă obligatorii), conspiratorii au reușit să-l detroneze pe Bibescu fără prea multă violență (între timp acesta dizolvase Adunarea Națională) și au constituit un guvern provizoriu la București.
Noul executiv, care organizează în septembrie arderea în public a Regulamentului Organic, a încercat să pună în conflict interesele otomane cu cele rusești și încercând să obțină susținerea Înaltei Porți. Succesul inițial a fost însă anihilat curând după ce diplomații ruși au reușit să-l convingă pe sultanul Abdu'l-Mijid I să intervină în locul Rusiei (evitând astfel să dea Porții impresia greșită printr-o prezența militară importantă în regiune). Rușii ocupă totuși Țara Românească alături de otomani (care erau prezenți încă din 18 septembrie, ambele ocupații durând până în aprilie 1851; în 1849, cele doua puteri semnează Tratatul de la Balta Liman, care acorda Porții dreptul de a numi hospodari pe perioade de șapte ani.

## Războiul Crimeii

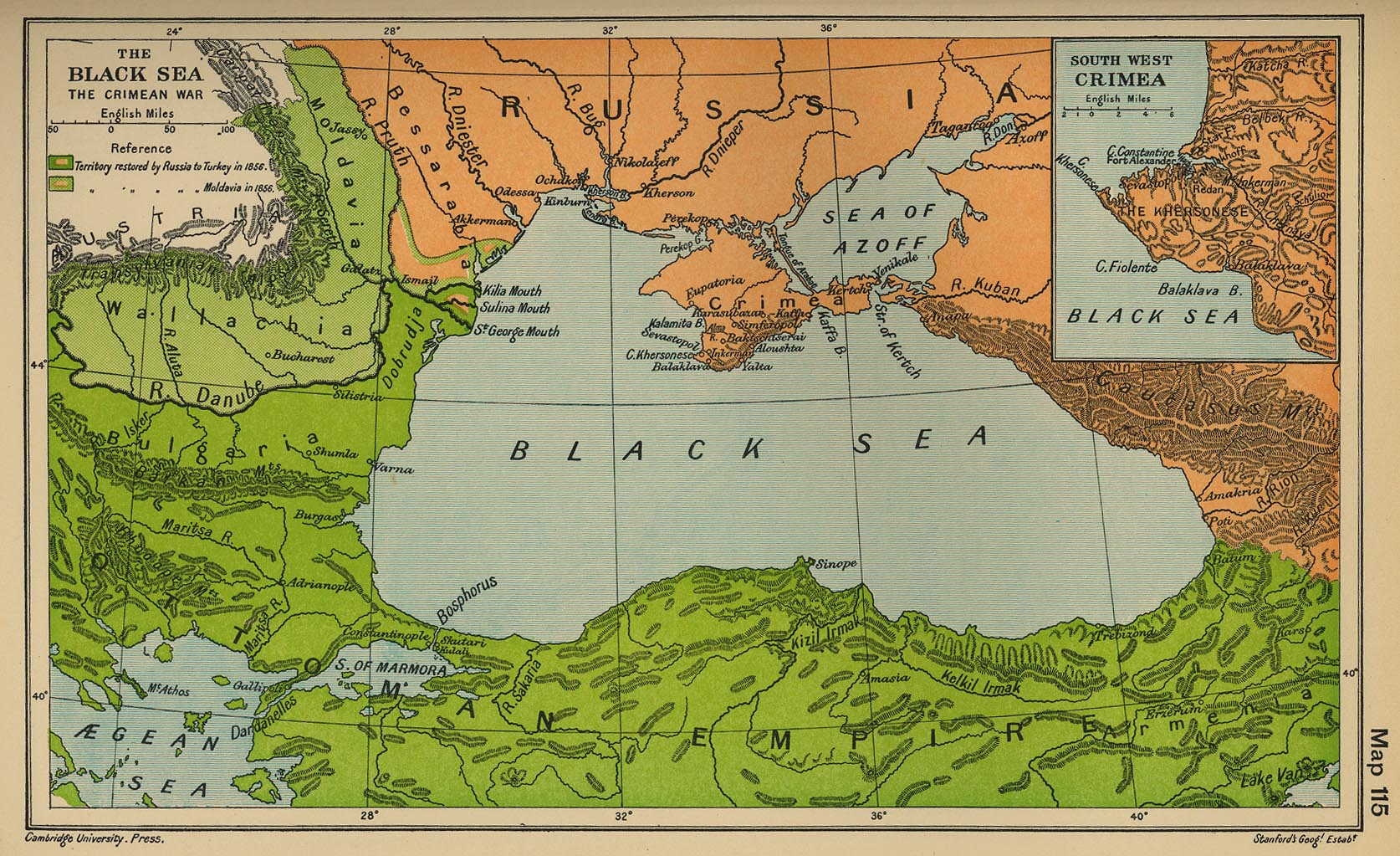
Războiul Crimeii și Marea Neagră

Războiul Crimeii a adus din nou cele două state sub administrație militară rusească, inaugurată în 1853. Domnitorii perioadei, Principele Grigore Alexandru Ghica din Moldova și Principele Barbu Dimitrie Știrbei din Țara Românească, și-au pierdut tronul, iar regiunea a intrat sub guvernarea generalului rus Aleksandr Ivanovici Budberg.

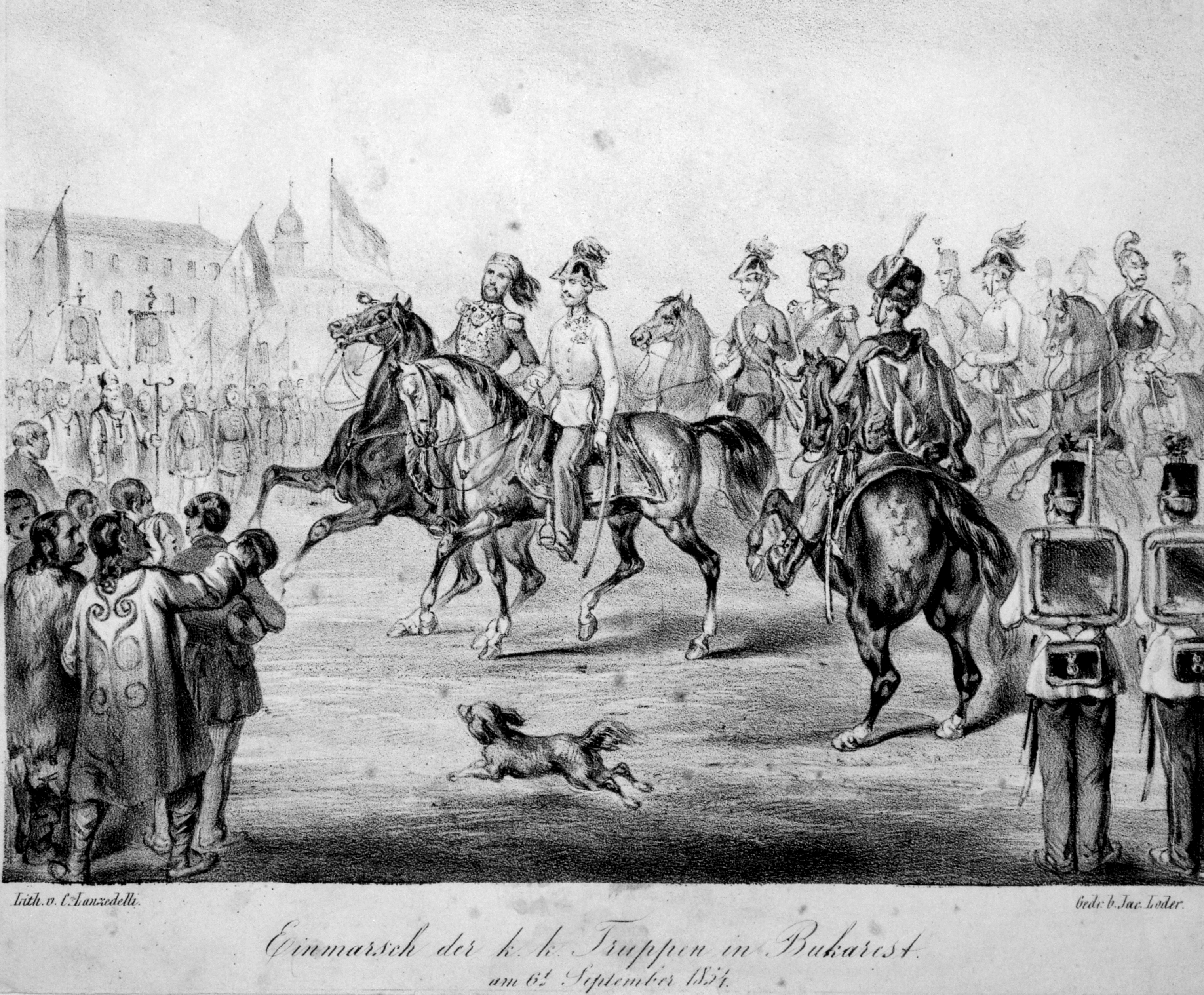
Trupele austriece în București, 1854

Întrucât Balcanii rămâneau un teatru secundar de luptă, cele două principate au fost preluate sub o administrare neutră austriacă în septembrie 1854 - ca parte a înțelegerii dintre Poartă și Rusia (austriecii au rămas până în 1857). Grigore Ghica și Știrbei și-au ocupat tronurile din nou în același an și au efectuat ultima parte a reformelor conforme Regulamentului. Cea mai importantă dintre acestea era cea privitoarea la sclavia țiganilor. În Moldova, țiganii au fost eliberați, fără o perioadă de tranziție, pe 22 decembrie, 1855; schimbarea a fost însă mai graduală în Țara Românească, unde măsuri de scădere a comerțului cu sclavi fuseseră luate în prealabil, iar decizia de a interzice sclavagismul fusese luată de către Știrbei pe 20 februarie, 1856. Îngrijorat de o posibilă înrăutățire a relațiilor boieri-țărani, Știrbei, care guverna fără un Sfat (numind în schimb propriul său Divan), decisese măsuri pentru a îmbunătăți situația la țară, în final stabilind ca obligatorie munca pe bază de contract.
În această perioadă începe să se facă tot mai auzită vocea celor ce doreau unirea Principatelor, iar cei doi monarhi au început să accepte ideile grupării unioniste Partida Națională (create în 1848 de către revoluționarii întorși din exil).
Războiul s-a încheiat prin Tratatul de la Paris (30 martie, 1856), care a plasat statele în continuare sub suzeranitate otomană, dar sub protectoratul tuturor puterilor europene (Regatul Unit al Marii Britanii și Irlandei, Al doilea Imperiu Francez, Regatul Sardiniei, Prusia, Austria și Rusia). Statele protectoare trebuiau să hotărească o formulă de compromis pentru uniunea proiectată. Otomanii au cerut, însă, și au obținut, în contradicție cu Regulamentul, detronarea ambilor domni și organizarea de alegeri pentru Divane . Rezultatele au fost disputate până la alegerea lui Alexandru Ioan Cuza, care a domnit ca  primul Domnitor al Principatelor Unite ale Moldovei și Țării Românești, baza României moderne.